# Tighina
Tighina (così in romeno, o anche Tigina; in cirillico moldavo: Тигина) nota anche come Bender (in cirillico moldavo: Бендер) o Bendery (in russo Бенде́ры?; in ucraino Бенде́ри?; in italiano talvolta anche Benderi), è una municipalità della Moldavia, nella regione storica della Bessarabia, de facto parte della Repubblica di Transnistria.
Parte della zona demilitarizzata costituita al termine della guerra di Transnistria del 1992 la città è amministrata de iure dalla Commissione di controllo unificata e comprende anche i villaggi di Gîsca e Proteagailovca; fino al 1992 comprendeva anche il comune di Varnița. È la quarta città della Moldavia per numero di abitanti, seconda considerando solo nell'autoproclamata repubblica.

## Etimologia
La città viene documentata nel 1408 con il nome di Тягянякяча (Tjagjanjakjača) in un documento in slavo antico (il termine ha origini cumane). Durante il Medioevo la città fu conosciuta come Tighina nei documenti moldavi e poi come Bender in documenti ottomani. I mercanti genovesi chiamavano la città "Teghenaccio". La fortezza e la città furono chiamati Bender quando furono un rayah dell'Impero ottomano (1538-1812) e durante l'appartenenza all'Impero russo (1828-1917); le stesse vennero chiamate come Tighina (Тигина, [tiɡina]) nel Principato di Moldavia, nella prima parte del periodo dell'Impero russo (1812-1828) e durante il periodo in cui la città apparteneva alla Romania (1918-1940, 1941-1944).
La città fa parte della regione storica della Bessarabia. Durante il periodo sovietico la città faceva parte della Repubblica Socialista Sovietica Moldava con il nome di Бендер (Bender) scritto con l'alfabeto cirillico e come Бендéры (Bendery) in lingua russa. L'attuale Repubblica di Moldava riconosce ufficialmente la città con il nome di Bender, ma anche il nome Tighina è in uso.

## Storia
Secondo un documento del 1408, Tighina era un importante passo doganale del principe moldavo Alexandru cel Bun. L'importanza della zona era dovuta al fatto che il fiume Nistro segnava il confine tra le zone d'influenza dei Moldavi e dei Tartari di Crimea. Durante il regno di Stefano III venne costruito un piccolo fortino in legno per proteggere l'insediamento dalle incursioni dei tartari.
Nel 1538 i turchi, guidati dal sultano Solimano il Magnifico, strapparono ai moldavi la città, che ribattezzarono Bender e ingrandirono la fortezza. Per due volte, nel 1595 e nel 1600, le truppe di Michele il Coraggioso cercarono, invano, di riconquistare la città.
Nel 1812 la città venne conquistata dall'Impero russo che la incluse nel governatorato della Bessarabia.
Al termine della prima guerra mondiale la città fu per breve tempo sotto il controllo della Repubblica democratica moldava, salvo poi essere annessa al Regno di Romania. Bender venne ribattezzata dai rumeni Tighina e divenne sede di una contea.
Come tutta la Bessarabia, venne occupata dalle truppe sovietiche il 28 giugno 1940, salvo poi essere riconquistata dalle forze rumene l'anno seguente. Nel 1944 la città venne conquistata definitivamente dall'Unione Sovietica e successivamente annessa alla Repubblica Socialista Sovietica Moldava.
Nel giugno 1992 militari russi per ordine del generale Lebed', traversarono il Dnestr e dopo aspri combattimenti casa per casa che costarono la vita anche a civili, occuparono la città sconfiggendo le forze moldave. Molti civili abbandonarono la città fuggendo verso ovest.
La città è oggi controllata dalle autorità transnistriane.

## Sport
La principale squadra di calcio di Tighina è il Fotbal Club Tighina (ex Dinamo Bender).

## Amministrazione

### Gemellaggi
La città è gemellata con:
- Beira
- Cavriago, dal 1971[8][9]
- Dubăsari
- Montesilvano[10]
- Ochamchire

## Galleria d’immagini

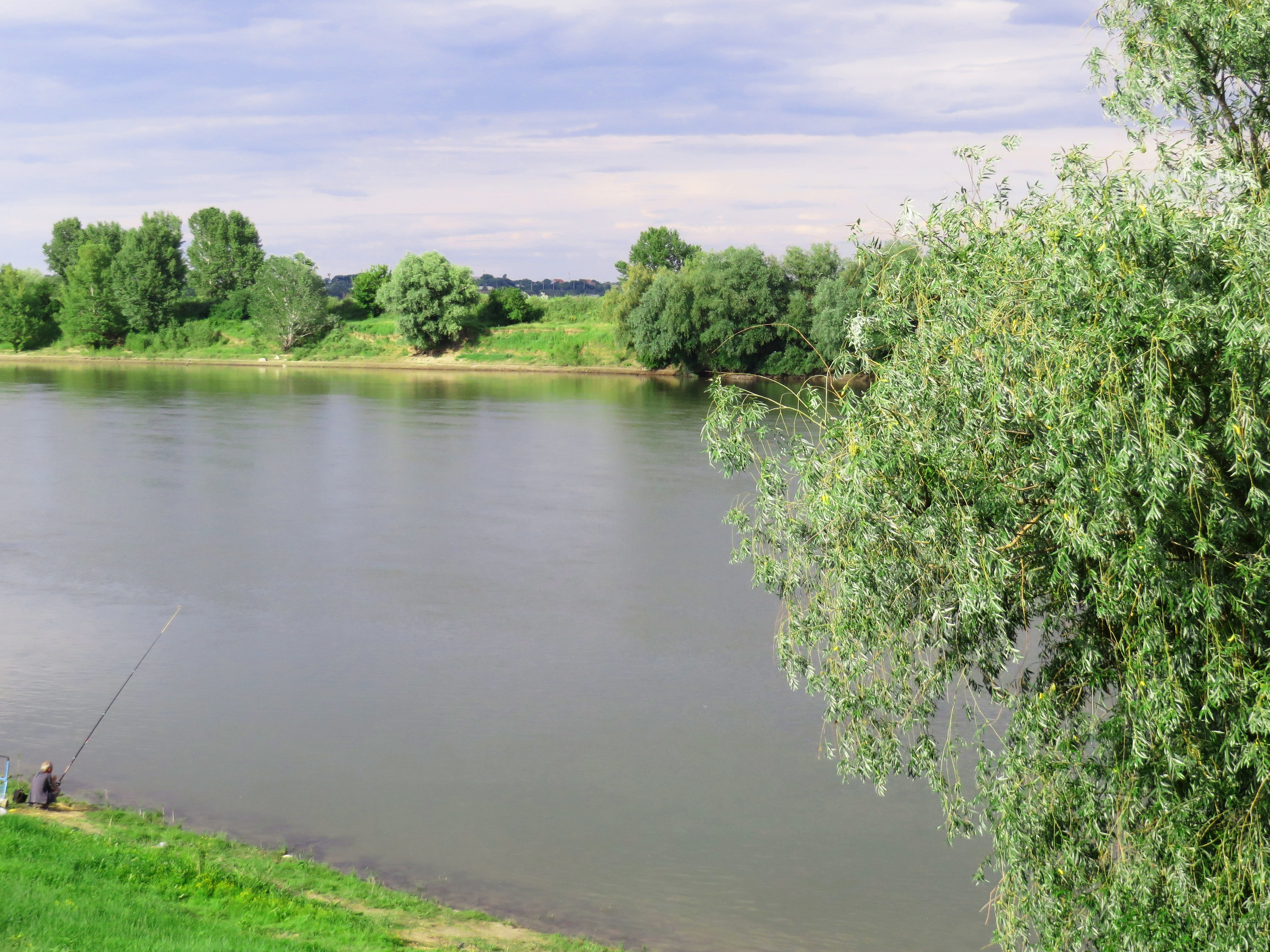
Fiume Dnestr
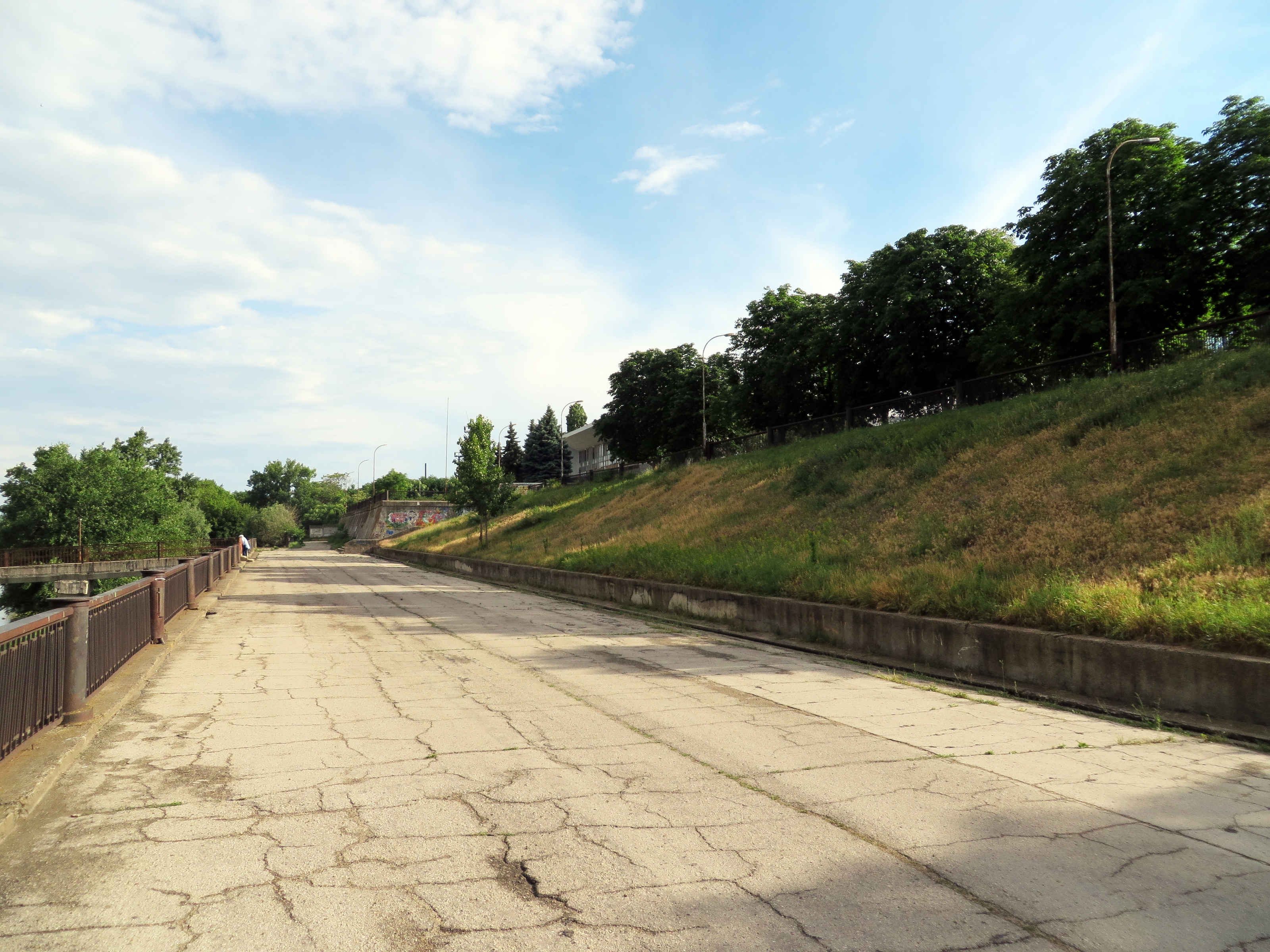
Lungofiume
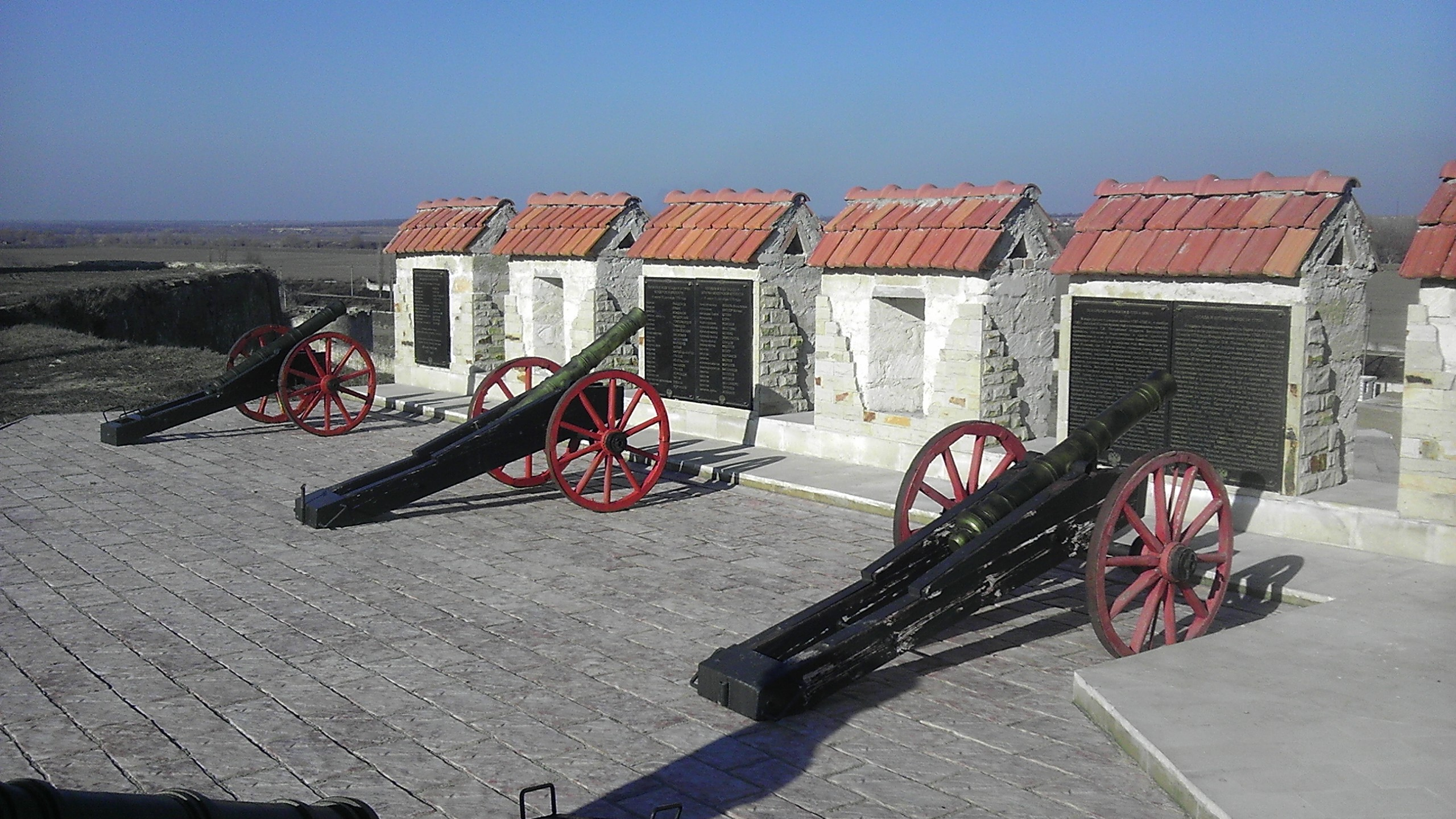
Cannoni storici
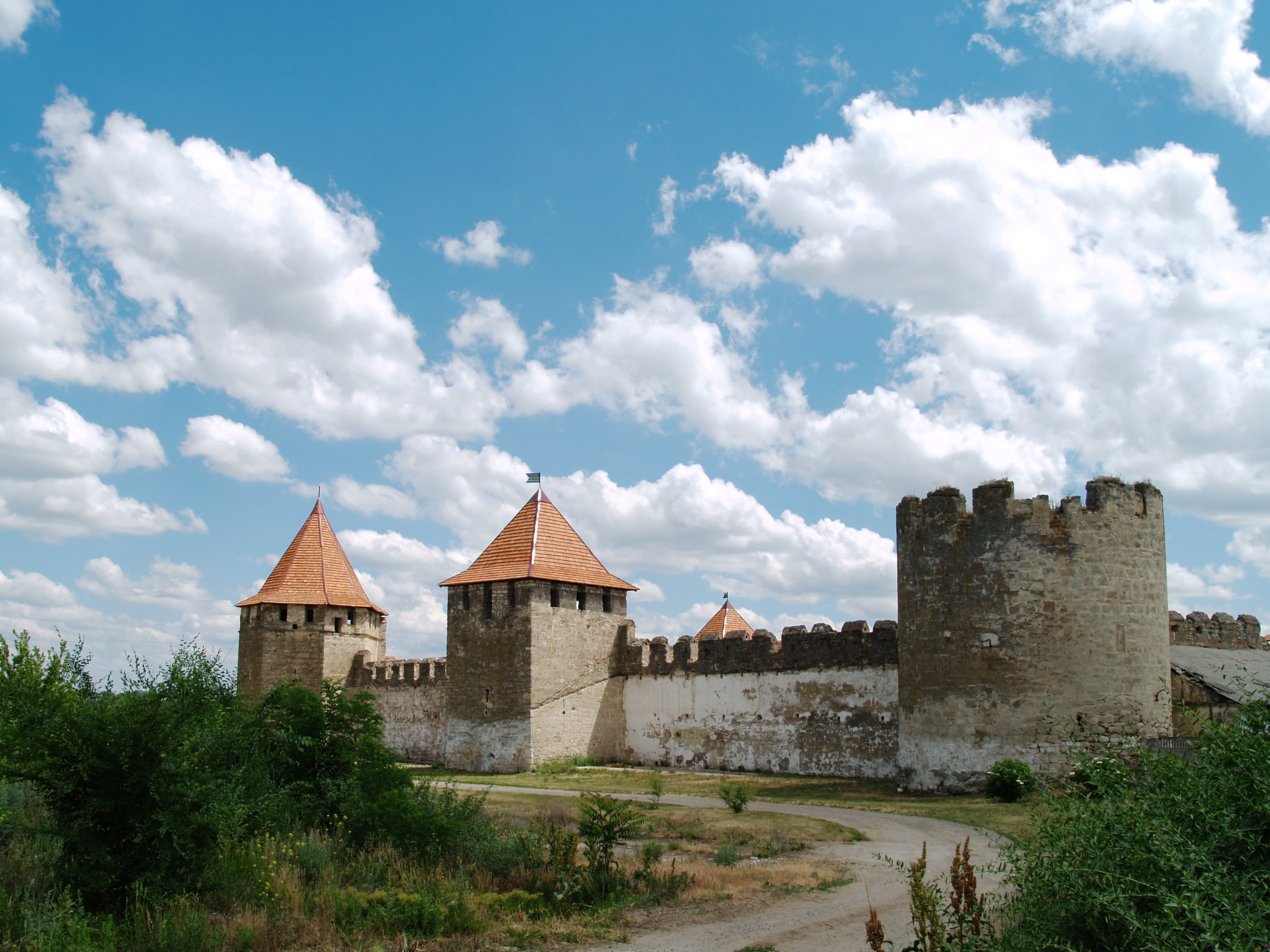
La fortezza di Tighina
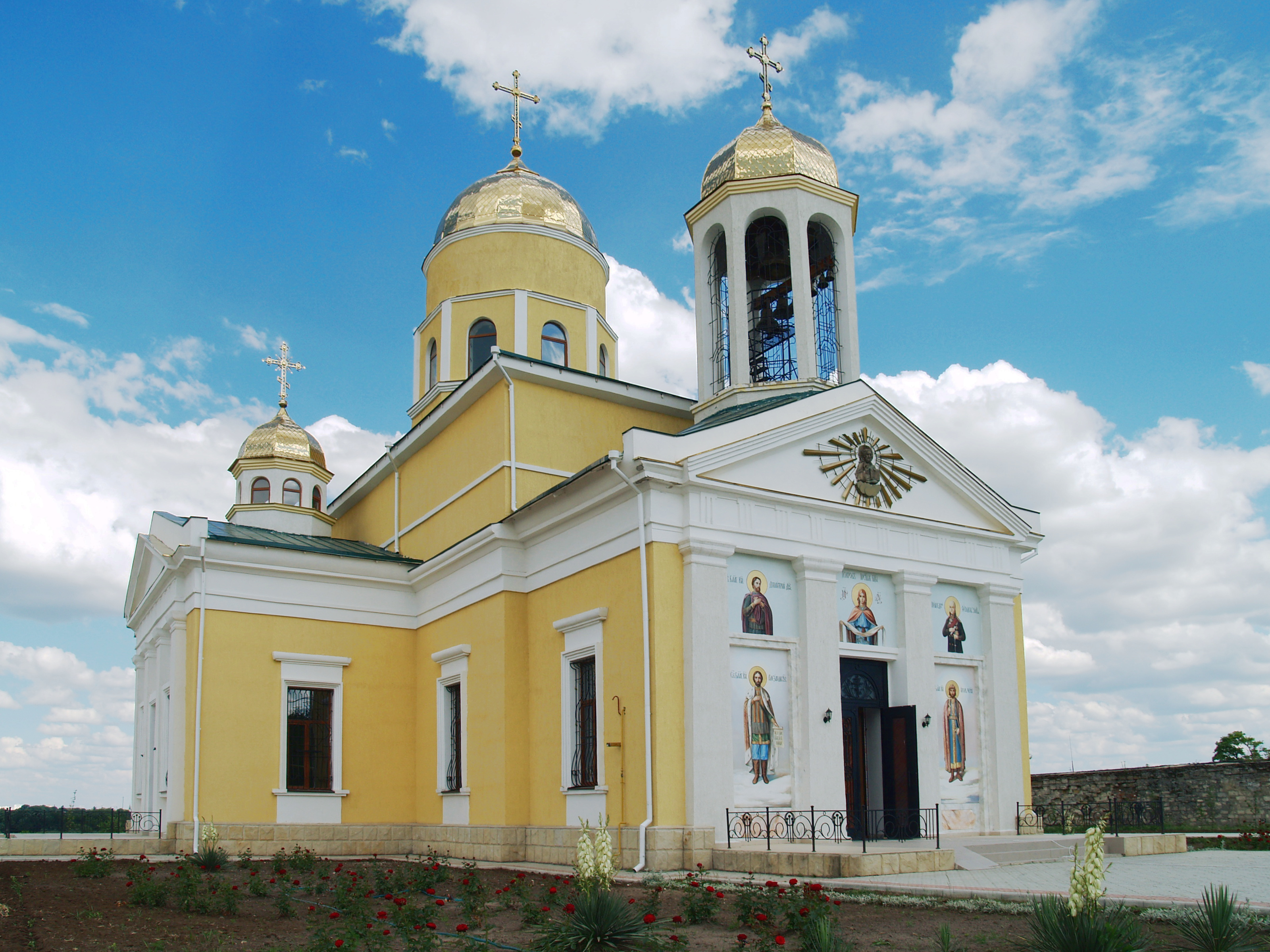
Chiesa nella fortezza
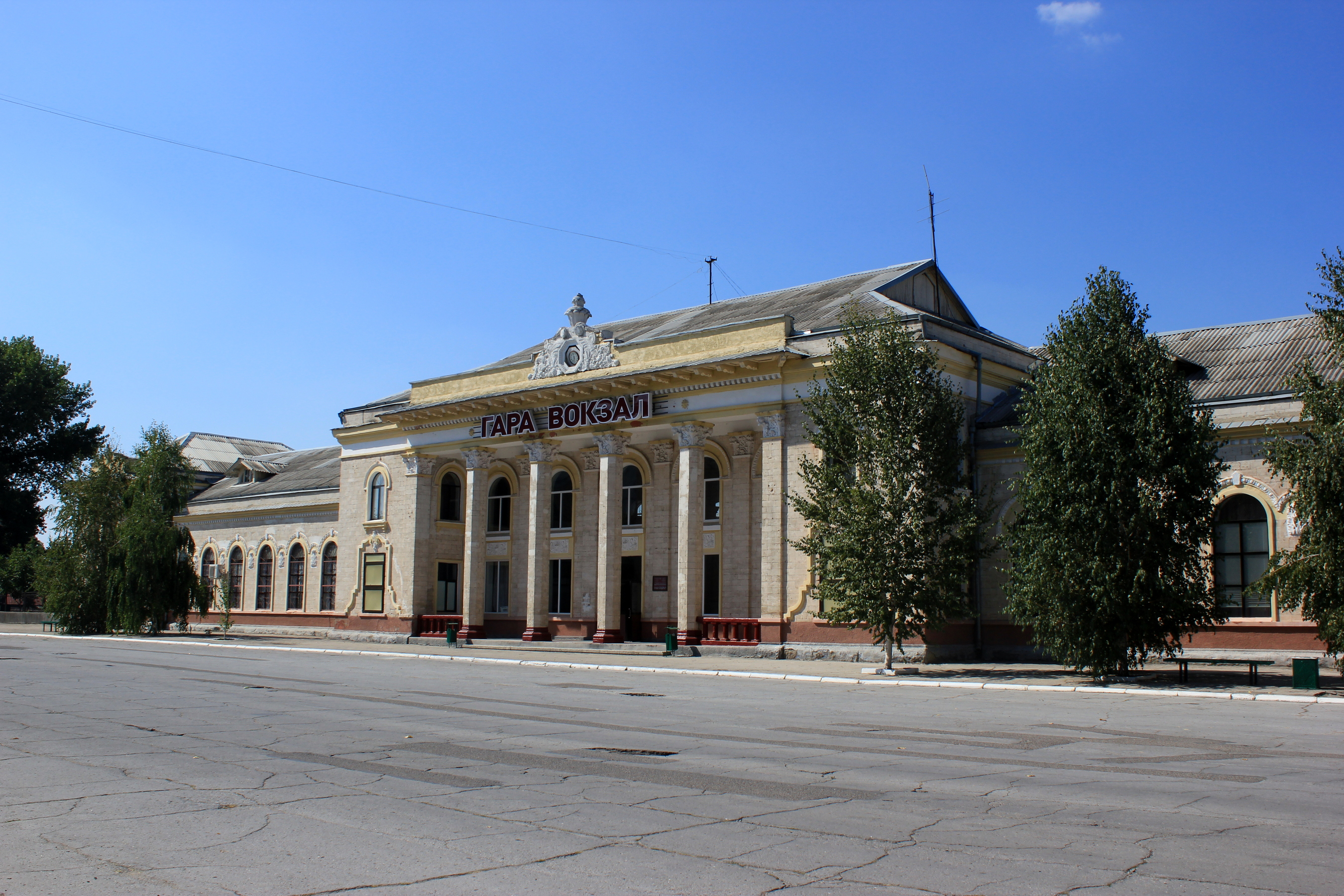
Stazione di Tighina
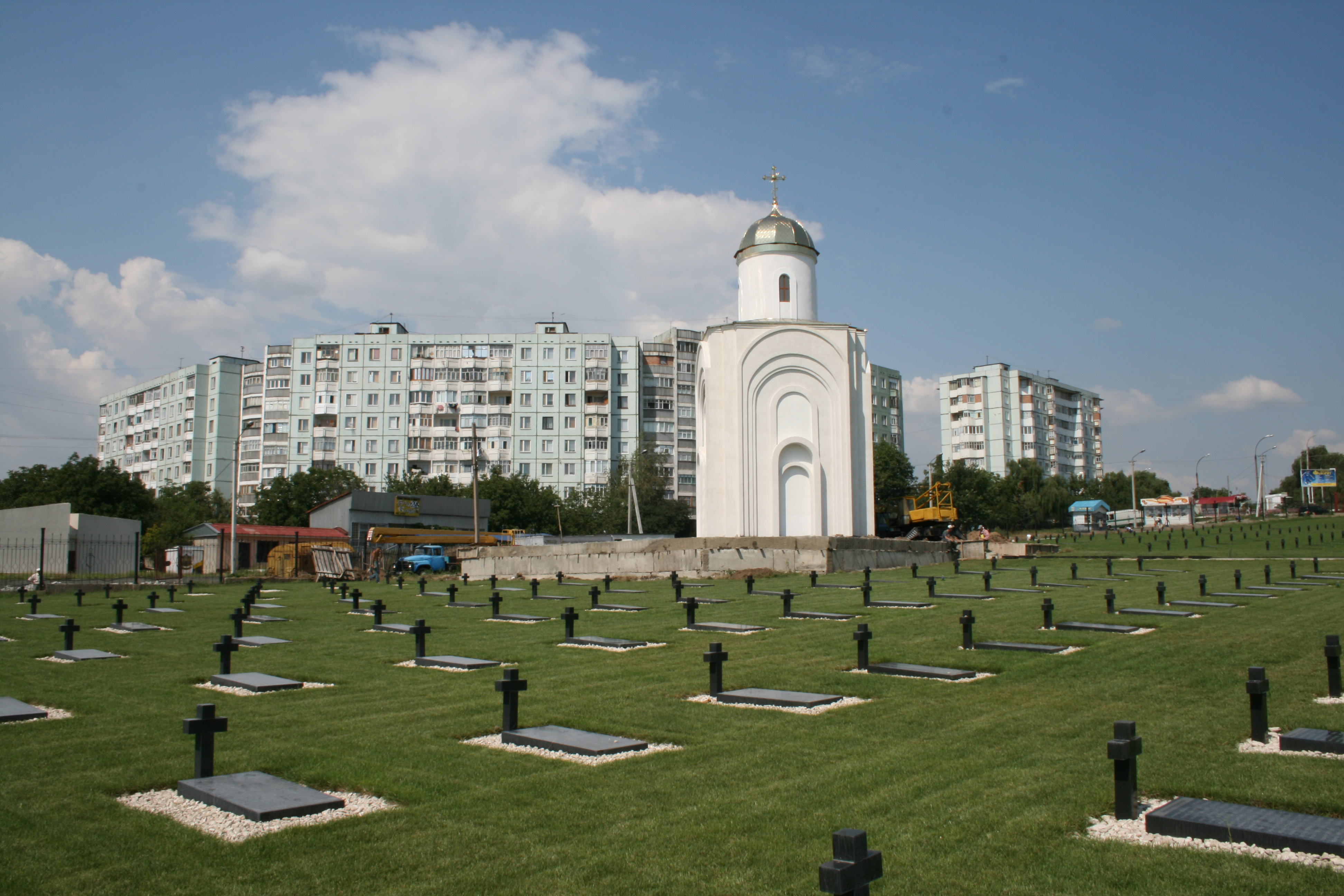
Lo storico cimitero militare della città
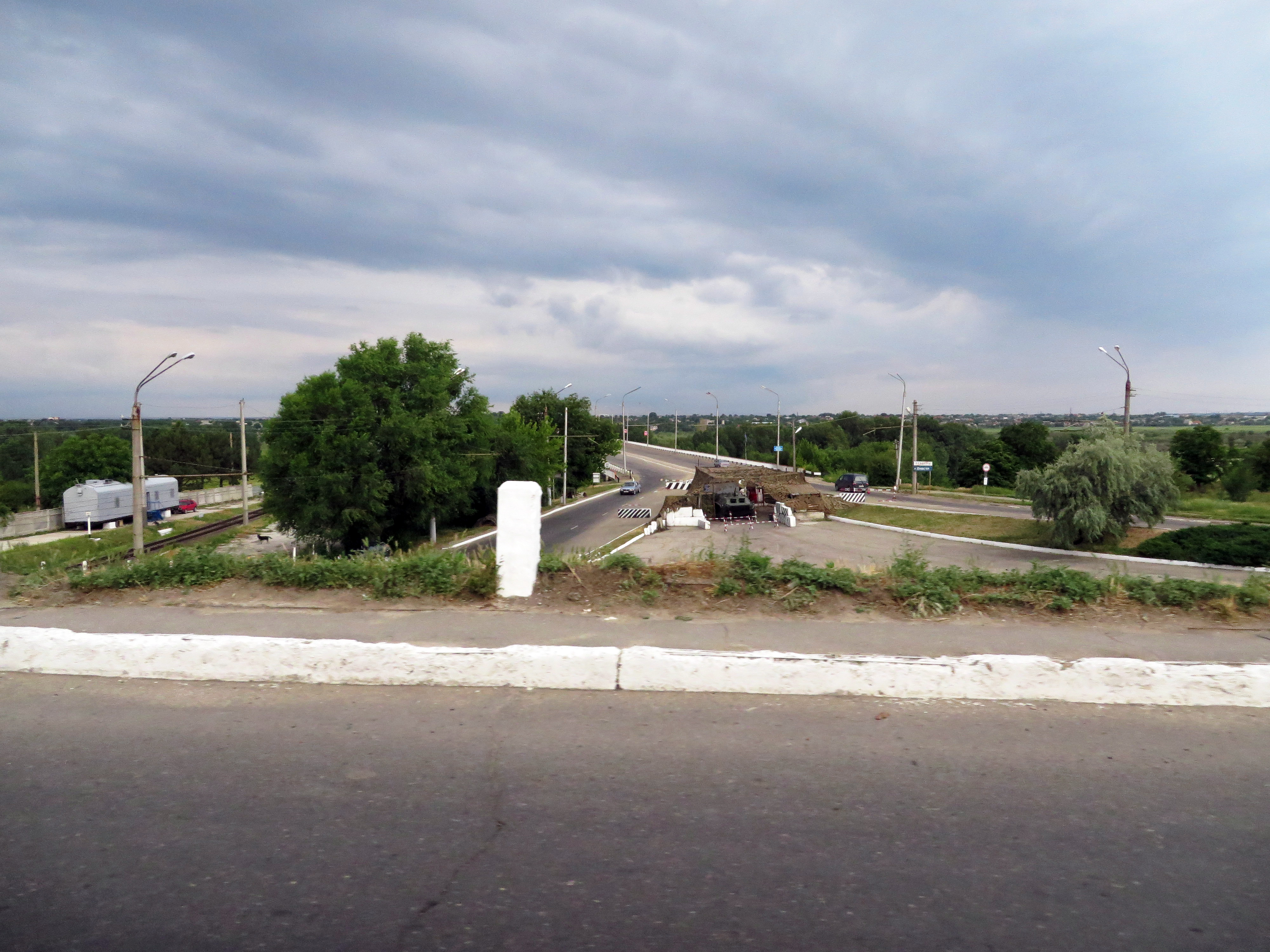
Panorama
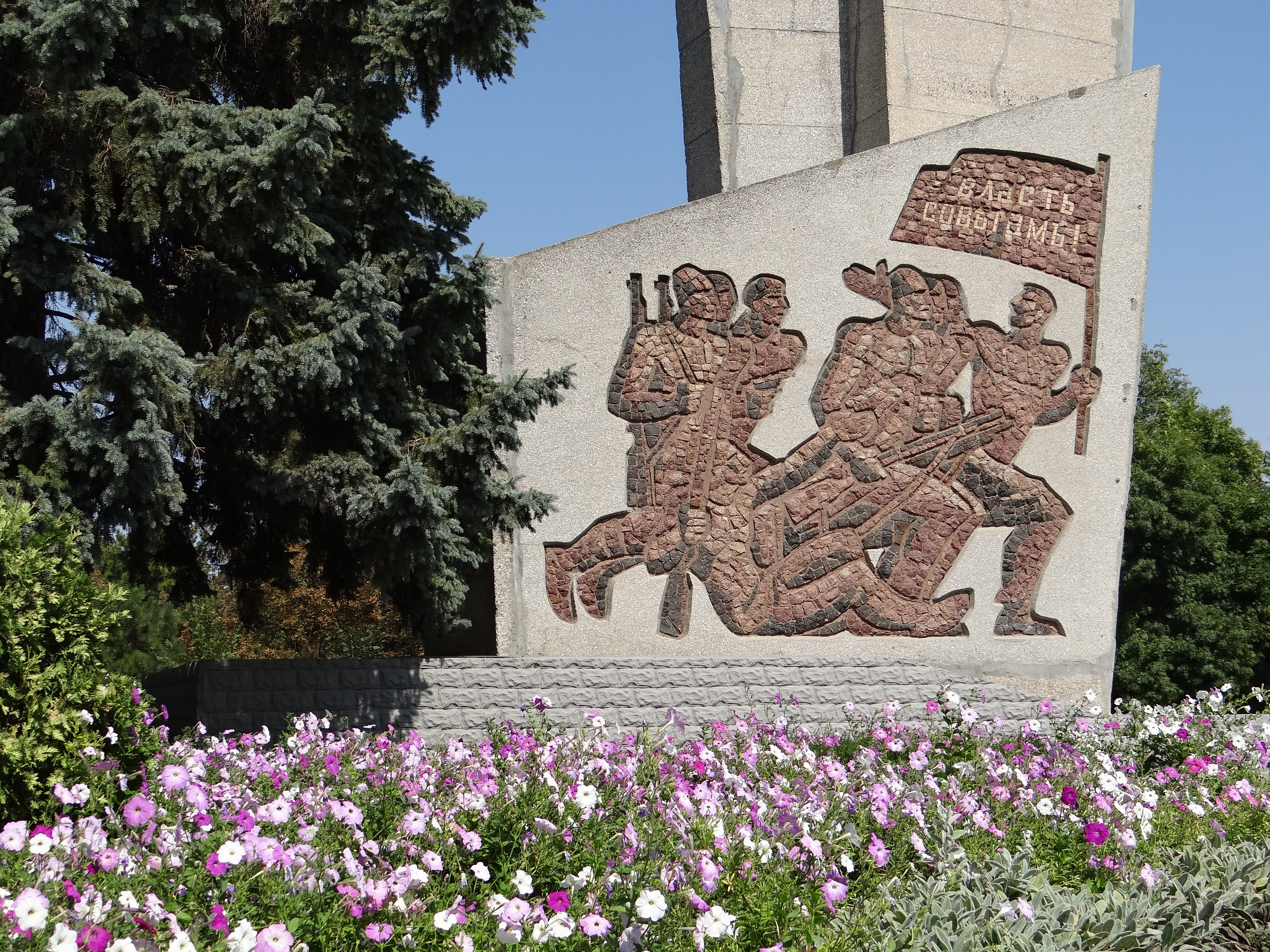
Memoriale di epoca sovietica
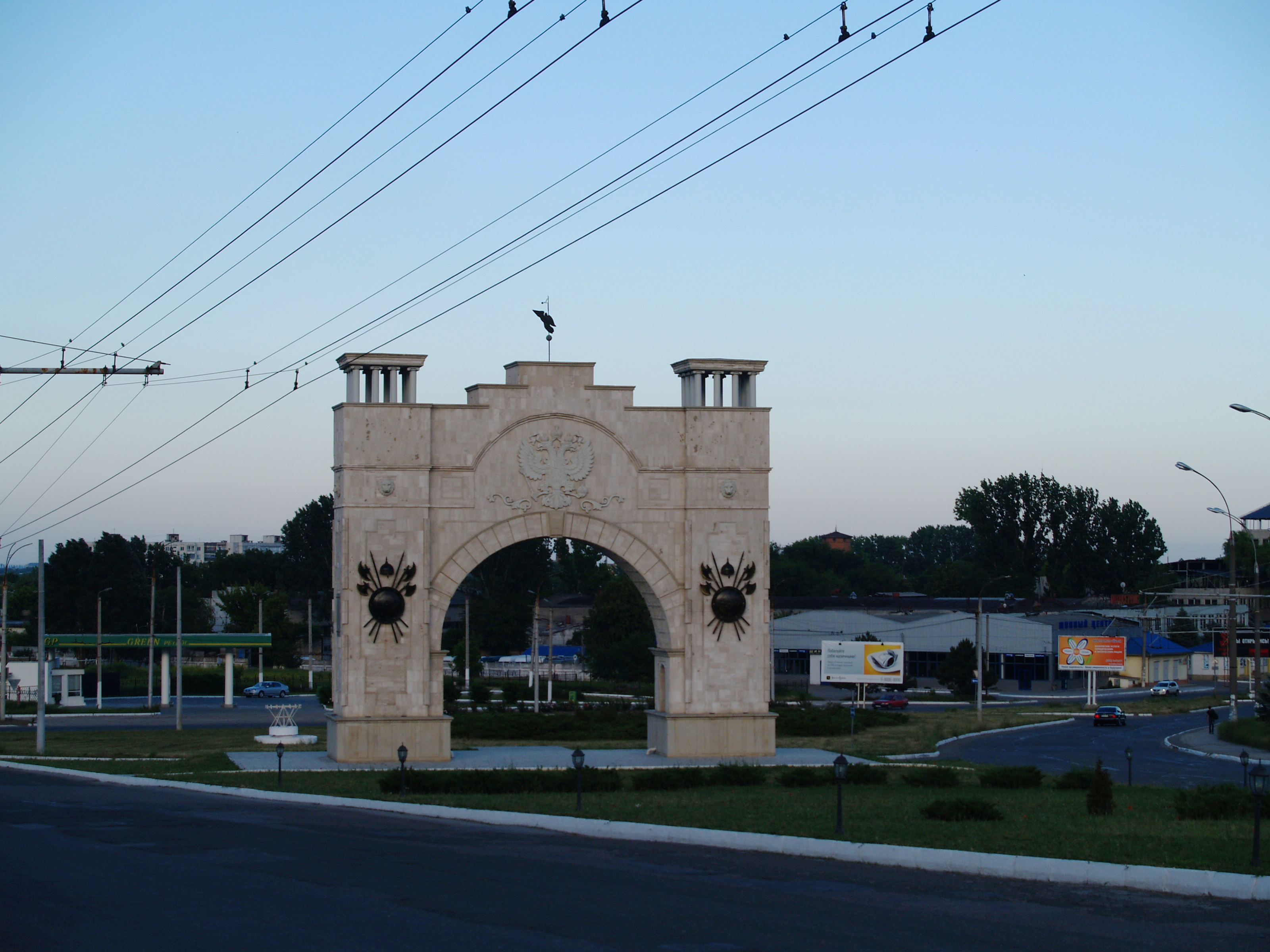
Arco commemorativo
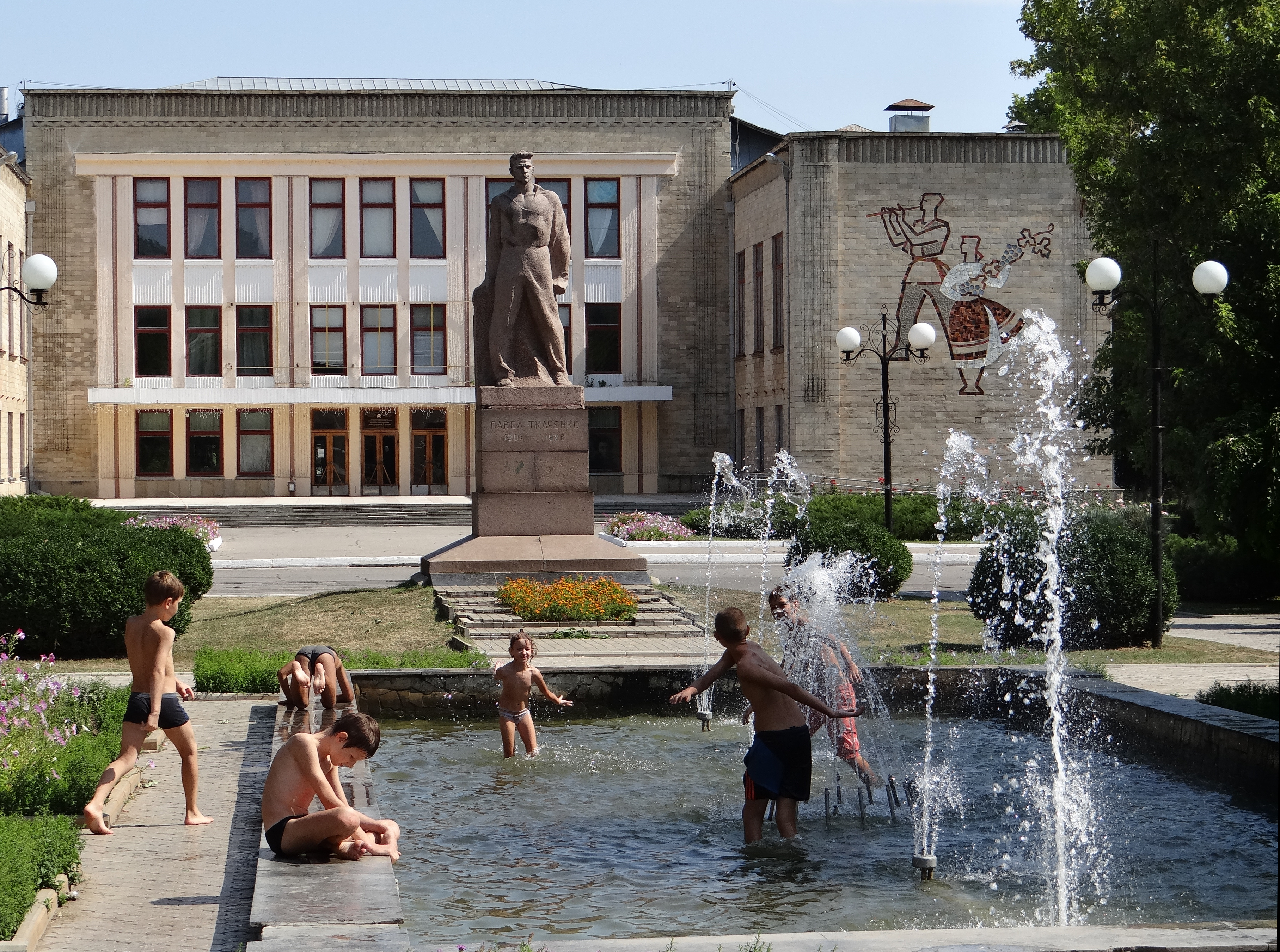
Bambini che giocano in una fontana nel centro città